# Kamaryla Mniszcha

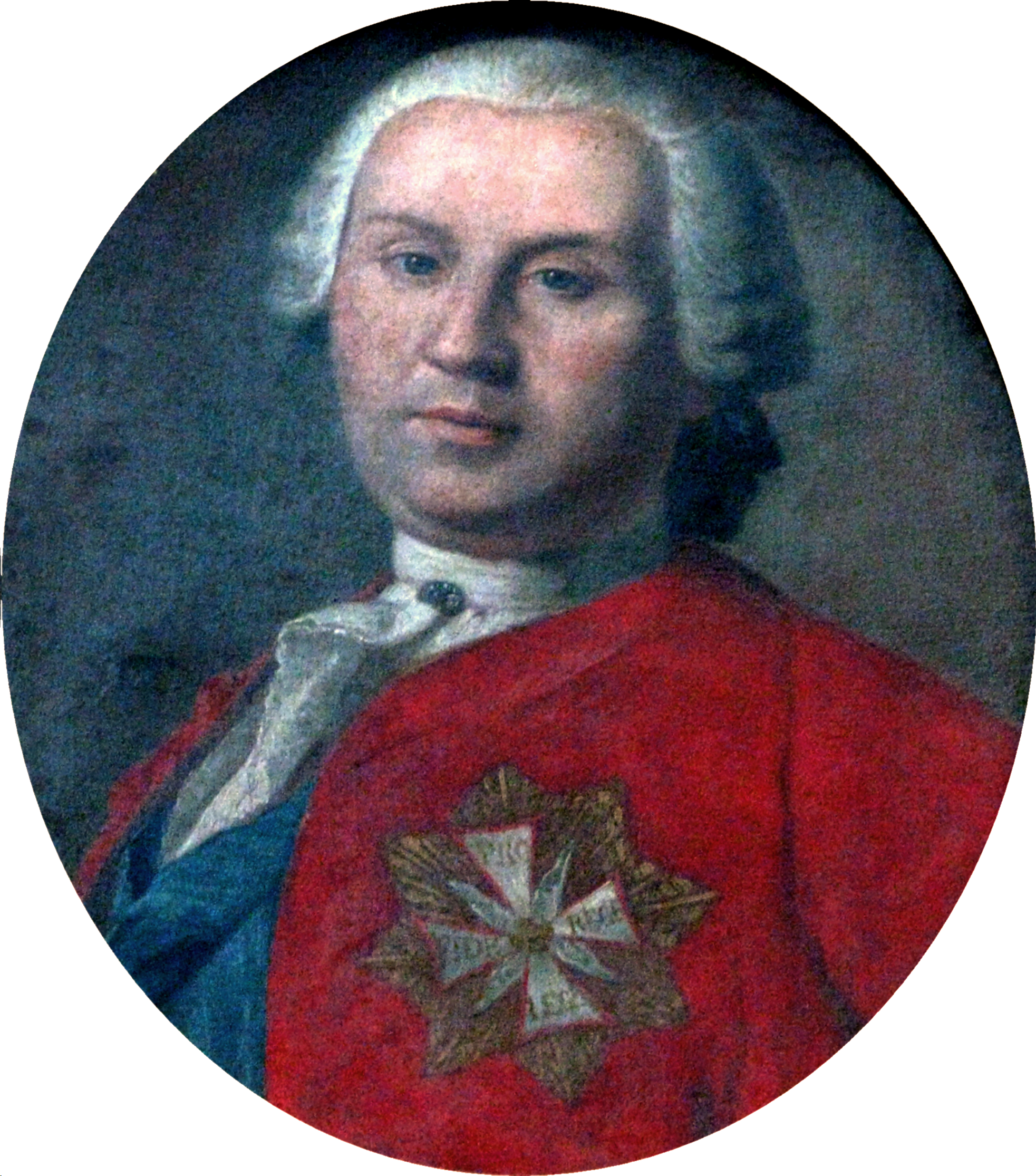
Jerzy August Mniszech

Kamaryla Mniszcha – nazwa koterii dworskiej w czasach panowania Augusta III Sasa. Nieformalnym jej przywódcą był marszałek nadworny koronny Jerzy August Mniszech, który doszedł do tak znaczącej roli w państwie (niewspółmiernej z jego funkcją) dzięki poślubieniu córki pierwszego ministra saskiego Henryka Brühla – Marii Amalii w 1750 roku. Kamaryla znalazła się pomiędzy frakcjami: prorosyjską Czartoryskich i propruską Potockich, często stanowiąc języczek u wagi w sporach politycznych. Stanowiła też osobiste oparcie dla samego Augusta III i przeciwwagę dla wpływów wszechwładnego ministra saskiego.